# Épisodes d'Electra Woman and Dyna Girl
Cet article présente les seize épisodes de la série télévisée américaine Electra Woman and Dyna Girl.

## Distribution

### Acteurs principaux
- Deidre Hall : Lori / Electra Woman
- Judy Strangis (en) : Judy / Dyna Girl
- Norman Alden : Professeur Frank Heflin
- Marvin Miller (en) : le narrateur

## Épisodes

### Épisode 1:Le Truc du Sorcier: première partie
- États-Unis : 11 septembre 1976 sur ABC

- Michael Constantine (Le Sorcier)
- Susan Lanier (Miss Dazzle)

### Épisode 2:Le Truc du Sorcier: deuxième partie
- États-Unis : 18 septembre 1976 sur ABC

- Michael Constantine (Le Sorcier)
- Susan Lanier (Miss Dazzle)
- James Mock (Brigadier général de Fort Knox)

### Épisode 3:Le Rock qui décoiffe: première partie
- États-Unis : 25 septembre 1976 sur ABC

- John Mark Robinson (Glitter Rock)
- Jeff David (Side Man)
- Michael Blodgett (Roi Alex X de Tourembourg)

### Épisode 4:Le Rock qui décoiffe: deuxième partie
- États-Unis : 2 octobre 1976 sur ABC

- John Mark Robinson (Glitter Rock)
- Jeff David (Side Man)
- Michael Blodgett (Roi Alex X de Tourembourg)

### Épisode 5:L'Impératrice du Mal: première partie
- États-Unis : 9 octobre 1976 sur ABC

- Claudette Nevins (L'Impératrice du Mal)
- Jacquelyn Hyde (Lucrecia)

### Épisode 6:L'Impératrice du Mal: deuxième partie
- États-Unis : 16 octobre 1976 sur ABC

- Claudette Nevins (L'Impératrice du Mal)
- Jacquelyn Hyde (Lucrecia)
- Sarah Jean Frost (La Banshee)

### Épisode 7:Ali Baba: première partie
- États-Unis : 23 octobre 1976 sur ABC

- Malachi Throne (Ali Baba)
- Sid Haig (Le Génie)
- Ian Martin (Professeur Yuri Nabakov)

### Épisode 8:Ali Baba: deuxième partie
- États-Unis : 30 octobre 1976 sur ABC

- Malachi Throne (Ali Baba)
- Sid Haig (Le Génie)
- Ian Martin (Professeur Yuri Nabakov)

### Épisode 9:Le Retour du Sorcier: première partie
- États-Unis : 6 novembre 1976 sur ABC

- Michael Constantine (Le Sorcier)
- Susan Lanier (Miss Dazzle)

### Épisode 10:Le Retour du Sorcier: deuxième partie
- États-Unis : 13 novembre 1976 sur ABC

- Michael Constantine (Le Sorcier)
- Susan Lanier (Miss Dazzle)
- Billy Beck (Léonard de Vinci)

### Épisode 11:Le Pharaon: première partie
- États-Unis : 20 novembre 1976 sur ABC

- Peter Mark Richman (Le Pharaon)
- Jane Elliot (Princesse Cléopâtre)
- H.B. Haggerty (Le vigile)

### Épisode 12:Le Pharaon: deuxième partie
- États-Unis : 27 novembre 1976 sur ABC

- Peter Mark Richman (Le Pharaon)
- Jane Elliot (Princesse Cléopâtre)
- Bruce Hoy (Le banquier)

### Épisode 13:Spider Lady: première partie
- États-Unis : 4 décembre 1976 sur ABC

- Tiffany Bolling (Spider Lady)
- Bruce Fischer (Spinner)
- Robert Sutton (Leggs)
- Andrea Hall (Double d'Electra Woman)
- Andy Veneto (Moine)

### Épisode 14:Spider Lady: deuxième partie
- États-Unis : 11 décembre 1976 sur ABC

- Tiffany Bolling (Spider Lady)
- Bruce Fischer (Spinner)
- Robert Sutton (Leggs)
- Andrea Hall (Double d'Electra Woman)
- Andy Veneto (Moine)

### Épisode 15:Le Retour du Pharaon: première partie
- États-Unis : 18 décembre 1976 sur ABC

- Peter Mark Richman (Le Pharaon)
- Jane Elliot (Princesse Cléopâtre)
- Sterling Swanson (Monsieur McLintock)

### Épisode 16:Le Retour du Pharaon: deuxième partie
- États-Unis : 25 décembre 1976 sur ABC

- Peter Mark Richman (Le Pharaon)
- Jane Elliot (Princesse Cléopâtre)